# MLW National Openweight Championship
El MLW National Openweight Championship (Campeonato Nacional Peso Abierto de la MLW, en español), es un campeonato de lucha libre profesional creado y utilizado por la compañía estadounidense Major League Wrestling. El título se dio a conocer el 18 de abril de 2019. El campeón actual es Rickey Shane Page, quien se encuentra en su primer reinado. 

## Historia
El 18 de abril de 2019, Major League Wrestling (MLW) anunció la creación del Campeonato Nacional Peso Abierto de la MLW, una división más común en la lucha libre profesional japonesa. Se anunció que el título sería corona en un torneo de cuatro hombres. La pelea por el título se anunció más tarde el 14 de mayo durante el episodio de Fusion. El título se dio a conocer el 17 de mayo. El 1 de junio de 2019, Alexander Hammerstone derrotó a Brian Pillman Jr. en las finales del torneo para convertirse en el campeón inaugural.

### Torneo por el título
|  | Final                 | Final                 | Final             |  |                       | Fury Road 2019        | Fury Road 2019 | Fury Road 2019 |  |
|  |                       |                       |                   |  |                       |                       |                |                |  |
|  |                       |                       |                   |  |                       |                       |                |                |  |
|  | Alexander Hammerstone | Alexander Hammerstone | Pin               |  |                       |                       |                |                |  |
|  | Alexander Hammerstone | Alexander Hammerstone | Pin               |  |                       |                       |                |                |  |
|  | Gringo Loco           | Gringo Loco           | 4:55              |  |                       |                       |                |                |  |
|  | Gringo Loco           | Gringo Loco           | 4:55              |  | Alexander Hammerstone | Alexander Hammerstone | Pin            |                |  |
|  |                       |                       |                   |  | Alexander Hammerstone | Alexander Hammerstone | Pin            |                |  |
|  |                       |                       | Brian Pillman Jr. |  |                       |                       |                |                |  |
|  | Rich Swann            | Rich Swann            | Pin               |  |                       |                       |                |                |  |
|  | Rich Swann            | Rich Swann            | Pin               |  |                       |                       |                |                |  |
|  | Brian Pillman Jr.     | Brian Pillman Jr.     | 6:44              |  |                       |                       |                |                |  |
|  | Brian Pillman Jr.     | Brian Pillman Jr.     | 6:44              |  |                       |                       |                |                |  |
|  |                       |                       |                   |  |                       |                       |                |                |  |

## Campeones

### Campeón actual
El campeón actual es Último Guerrero quien se encuentra en su primer reinado. Guerrero logró ganar el campeonato después de derrotar al excampeón Matthew Justice el 2 de mayo de 2025 en CMLL vs. MLW: Viernes Espectacular.
Guerrero no registra hasta el 17 de agosto de 2025  defensas televisadas:

### Lista de campeones
| N.º | Campeón               | Lucha                   | Lucha                             | Lucha                            | Estadísticas | Estadísticas | Notas y referencias                                                                                                 |
| N.º | Campeón               | Fecha                   | Evento                            | Ubicación                        | Reinado      | Días         | Notas y referencias                                                                                                 |
| --- | --------------------- | ----------------------- | --------------------------------- | -------------------------------- | ------------ | ------------ | --- |
| 1   | Alexander Hammerstone | 1 de junio de 2019      | Fury Road                         | Waukesha, Wisconsin              | 1            | 865          | Derrotó a Brian Pillman Jr. en la final de un torneo.                                                               |
| —   | Vacante               | 13 de octubre de 2021   | —                                 | —                                | —            | —            | Debido a que Hammerstone tuvo que entregar el título tras haber ganado el Campeonato Mundial Peso Pesado de la MLW. |
| 2   | Alex Kane             | 6 de noviembre de 2021  | War Chamber                       | Filadelfia, Pensilvania          | 1            | 229          | Derrotó a ACH, Alex Shelley y Myron Reed en un Ladder Match. Por emitirse.                                          |
| 3   | Davey Richards        | 23 de junio de 2022     | Battle Riot IV                    | Ciudad de Nueva York, Nueva York | 1            | 198          | Emitido el 17 de noviembre de 2022.                                                                                 |
| 4   | John Hennigan         | 7 de enero de 2023      | Blood & Thunder                   | Filadelfia, Pensilvania          | 1            | 89           | Emitido el . |
| 5   | Jacob Fatu            | 6 de abril de 2023      | War Chamber                       | Queens, Nueva York               | 1            | 150          | Emitido el 22 de junio de 2023.                                                                                     |
| 6   | Rickey Shane Page     | 3 de septiembre de 2023 | Fury Road                         | Filadelfia, Pensilvania          | 1            | 251          | . |
| 7   | Bad Dude Tito         | 11 de mayo de 2024      | Azteca Lucha                      | Cicero, Illinois                 | 1            | 182          | . |
| 8   | Matthew Justice       | 9 de noviembre de 2024  | Lucha Apocalypto                  | Cicero, Illinois                 | 1            | 175          | Emitido el 10 de noviembre de 2024.                                                                                 |
| 9   | Último Guerrero       | 2 de mayo de 2025       | CMLL vs MLW: Viernes Espectacular | Ciudad de México, México         | 1            | 107+         | . |

### Total de días con el título
La siguiente lista muestra el total de días que un luchador ha poseído el campeonato si se suman todos los reinados que posee. Actualizado a la fecha del 17 de agosto de 2025.
| + | Indica al campeón actual |

| N.º | Campeón               | Reinados | Total de días |
| --- | --------------------- | -------- | ------------- |
| 1   | Alexander Hammerstone | 1        | 865           |
| 2   | Rickey Shane Page     | 1        | 251           |
| 3   | Alex Kane             | 1        | 229           |
| 4   | Davey Richards        | 1        | 198           |
| 5   | Bad Dude Tito         | 1        | 182           |
| 6   | Matthew Justice       | 1        | 175           |
| 7   | Jacob Fatu            | 1        | 150           |
| 8   | Ultimo Guerrero       | 1        | 107+          |
| 9   | John Hennigan         | 1        | 89            |